# Aldo Eminente
Aldo Eminente   (Hanoi, 19 d'agost de 1931 - Boulogne-Billancourt, 22 d'agost de 2021) va ser un nedador francès, especialista en estil lliure, que va competir durant la dècada de 1950.
El 1952 va prendre part en els Jocs Olímpics d'Estiu de Hèlsinki, disputà dues proves del programa de natació. Guanyà la medalla de bronze en els 4x200 metres lliures, formant equip amb Joseph Bernardo, Jean Boiteux i Alexandre Jany, mentre en els 100 metres lliures fou setè. Quatre anys més tard, als Jocs de Melbourne, tornà a disputar dues proves del programa de natació. Destaca la vuitena posició en els 100 metres lliures, mentre en els 4x200 metres lliures quedà eliminat en sèries.
En el seu palmarès també destaca una medalla de plata al Campionat d'Europa de natació de 1950 i tres d'or i una de plata als Jocs del Mediterrani de 1955 i 1959. Guanyà sis campionats nacionals dels 100 metres lliures entre 1953 i 1958, un dels 200 metres lliures i un dels 4x200 metres lliures. El 1953 fou membre de l'equip francès que aconseguí el rècord del món dels 4x100 estils.